# 12056 Yoshigeru
12056 Yoshigeru este un asteroid din centura principală de asteroizi.

## Descriere
12056 Yoshigeru este un asteroid din centura principală de asteroizi. A fost descoperit pe 30 decembrie 1997 la Ōizumi de Takao Kobayashi. Asteroidul prezintă o orbită caracterizată de o semiaxă mare de 2,28 ua, o excentricitate de 0,16 și o înclinație de 6,3° în raport cu ecliptica.